# Karabin maszynowy SIG Neuhausen KE-7
SIG Neuhausen KE-7 – ręczny karabin maszynowy produkowany w okresie międzywojennym przez szwajcarską firmę SIG z Neuhausen am Rheinfall.
KE-7 był siódmym karabinem maszynowym skonstruowany przez Pala Kiraly i Gottharda Enda. Produkowany od końca lat 20. XX wieku do końca lat 30. XX wieku. Nie używany przez armię szwajcarską, eksportowany głównie do Chin (wersja kalibru 7,92 mm Mauser), a także w małych ilościach do krajów Ameryki Południowej (wersje w różnych kalibrach).

## Opis
KE-7 był bronią samoczynno-samopowtarzalną. Zasada działania automatyki oparta na krótkim odrzucie lufy. ogień prowadzony jest z zamka otwartego. Zamek ryglowany przez przekoszenie w płaszczyźnie pionowej. Mechanizm spustowy dwuchodowy (krótkie ściągnięcie spustu – ogień pojedynczy, długie – ciągły).
Rkm był zasilany z łukowych, dwurzędowych magazynków 25-nabojowych.
Lufa chłodzona powietrzem, szybkowymienna. Jako uchwyt ułatwiający wymianę rozgrzanej lufy wykorzystywano drewniane łoże. Lufa otoczona była rurową, perforowaną osłoną. Do osłony zamocowany był dwójnóg.
KE-7 wyposażony był w łoże i chwyt pistoletowy. Kolba stała, drewniana. Do kolby dołączony mógł być monopod. Przyrządy celownicze mechaniczne (celownik suwakowy i muszka).